# Los viajes del doctor Dolittle
Los viajes de Doctor Dolittle es el segundo de los libros de Hugh Lofting sobre el Doctor Dolittle. Fue publicado en 1922. Es casi cinco veces más largo que su predecesor y su estilo de escritura está destinado a un público más maduro. El alcance de la novela es vasto; está dividido en seis partes y las ilustraciones también son más sofisticadas. Ganó la Medalla Newbery en 1923. Fue una de las novelas de la serie que se adaptó a la película Dr. Dolittle.

## Argumento
La novela comienza cuando Tommy Stubbins, el narrador de la historia, encuentra una ardilla herida por un halcón. Matthew Mugg, el hombre de la carne del gato, le informa que obtenga ayuda del Doctor Dolittle, que puede hablar el idioma de los animales. El Doctor está de viaje, pero cuando regresa, atiende a la ardilla. Tommy es presentado a algunos de los animales extraños bajo el cuidado de Dolittle, como el pez Wiff-Waff, y aquellos que cuidan de su hogar, como el pato Dab-Dab y el perro Jip. Polinesia el loro llega a Puddleby desde África informa al Doctor que Bumpo está estudiando en Bullford . Tommy comienza sus estudios con Dolittle, o más bien con Polinesia, que le enseña a Tommy el lenguaje de los animales. Chee-Chee viene de África disfrazado de dama y cuenta sobre su viaje a Puddleby. El Doctor adquiere The Curlew y está pensando en llevarse a Tommy, Polinesia y Luke el Ermitaño. Descubren por el perro del ermitaño, Bob, que fue enviado a prisión por asesinato, pero Bob es testigo, por lo que cuando el tribunal está en proceso, el Doctor le prueba al juez que puede hablar con los animales cuando esto se resuelve, traduce la historia al inglés. Cuando termina la historia, los jueces concluyen que el ermitaño es inocente.
Más tarde, el Pájaro Púrpura del Paraíso le informa al Doctor que Long Arrow, hijo de Golden Arrow, que es amigo del Doctor, está desaparecido, por lo que después de jugar el juego Blind Travel, que determinaría en qué parte del mundo viajarían, decide hacer un viaje a la Isla mono Araña para encontrar a Long Arrow. El Doctor, Tommy, Bumpo, Polinesia y Mateo comienzan el viaje a través del mar, pero en el camino descubren algunos polizones y los dejan en Penzance. Su primera parada es en las islas de Capa Blanca de España; el Doctor hace un trato con los toreros que si puede vencerlos en una pelea, ellos detendrían las corridas de toros. Bumpo hace una apuesta adicional de 3000 pesetas que el Doctor ganará. El Doctor habla con los toros y acordaron cumplir con el plan para hacer que todos piensen que los engañó. Cuando termina la pelea y el médico gana contra los otros toreros, la tripulación se pone en marcha nuevamente. El Doctor le muestra a Tommy que ha atrapado un fidgit que habla inglés, así que lo consulta y se da cuenta de que si profundiza, encontrará el Caracol Gigante del Mar de Cristal.
Después hay una tormenta que destruye el barco dejando a Tommy solo; El Pájaro Púrpura del Paraíso le dice que sus amigos están en Isla Mono Araña, así que con la ayuda de las marsopas, Tommy llega a la isla y a la tripulación. Dolittle descubre al atrapar un Jabizri, un escarabajo raro, que Long Arrow está atrapado dentro de Montaña cabeza de halcón, por lo que intentan encontrar una abertura, pero fallan, por lo que usan el Jabizri para localizarlo. Cuando encuentran una losa en la montaña, cavan debajo de ella hasta que se derrumba y Long Arrow queda libre. El Doctor descubre entre la gente de la isla que la isla se dirige hacia el sur y que va a perecer, por lo que el médico consigue algunas ballenas para empujar la isla de regreso a América del Sur. Después de esto, los Popsipetels, la gente de la isla, le dicen al Doctor que pronto serán atacados por sus rivales, los Bag-jagderags, por lo que el Doctor usa las aves de la isla y los Popsipetels para luchar contra ellos. El Doctor y su ejército ganan, pero la gente decide después de todo lo que él hizo por ellos que lo coronarían rey de su isla. Entonces, durante muchos meses, el médico gobierna la isla y hace buenos cambios para los Popsipetels. Polinesia encuentra el Gran Caracol de mar de cristal y la lleva a Doolittle. Habla con el Gran Caracol de mar de cristal y se entera de que es debido a la colisión de la isla con América del Sur que termina en las costas de la Isla mono araña, por lo que el Doctor le pide al caracol que lo lleve en su caparazón con su tripulación de regreso a Inglaterra. El Doctor abandona La isla mono araña y se pone en camino con Polinesia, Tommy, Matthew, Chee-Chee y Jip y hace su viaje a través del océano en el caparazón del Caracol Gigante del mar de Cristal. Cuando regresan a Inglaterra, el Doctor y su equipo regresan a Puddleby en la casa del médico y Dub-Dub dice que están justo a tiempo para el té.

## Personajes
- Tommy Stubbins - Narrador de la historia que se convierte en asistente del Doctor Dolittle.
- Doctor Dolittle - El Doctor que puede hablar con los animales.
- Mathew Mugg: el hombre de carne de gato que conoce a todos en Puddleby.
- Joe: el hombre que encuentra a Tommy y al doctor Dolittle en un bote para su viaje.
- Luke el Ermitaño: un hombre acusado de asesinato antes de unirse al viaje del Doctor.
- Chee-Chee: un chimpancé que viene de África y es amigo del Doctor.
- Dab-Dab: un pato que es el ama de llaves del doctor.
- Bumpo: un hombre africano que viene a Inglaterra a estudiar.
- Long Arrow: un naturalista que desaparece en la Isla Mono Araña.
- Jip - El perro del doctor.
- Polinesia - El loro del doctor
- Bob: el perro del ermitaño Luke que afirma su inocencia.
- El Caracol gigante del mar de cristal - El caracol gigante que lleva al Doctor y su tripulación en su caparazón de regreso a Inglaterra.
- Coronel Bellowes: un hombre presumido que aparece brevemente al comienzo del libro.